# 270toWin
270toWin是一個無黨派的美國政治網站，該網站允許用戶創建自己的選舉地圖，藉以模擬美國總統選舉結果。該網站還提供有關美國選舉和政治制度的相關信息，例如可追溯至1789年的總統選舉結果、專家預測、各州的投票歷史和趨勢（追溯至建州）、民意調查數據、選舉期間的實時更新等。
網站名稱得自現今美国总统选举欲獲勝所需的270張選舉人票。

## 外部連結
- 270toWin（页面存档备份，存于）